# 斯塔維恰尼
50°30′46″N 27°9′53″E / 50.51278°N 27.16472°E
斯塔維恰尼（烏克蘭語：Ставичани），是烏克蘭西部的村莊，隸屬赫梅利尼茨基州的舍佩蒂夫卡區。該村面積1.23平方公里，海拔高度225米，2001年人口407，人口密度每平方公里330.9人。